# Heterusia separata
Heterusia separata là một loài bướm đêm trong họ Geometridae.